# Рат у Сомалији
Рат у Сомалији је војни сукоб између Етиопије, у савезу сомалијском транзиционом владом, и Савеза исламских судова који је почео у децембру 2006. године. 
Етиопске снаге умешале су се у Грађански рат у Сомалији подржавши транзицијску сомалијску владу већ у јуну исте године пославши војне инструкторе. Рат је почео офанзивом Исламиста на владин центар Баидоу. Убрзо су Етиопљани покренули своју офанзиву, уз подршку сомалијских пара-држава Пунтланд и Галмудуг. Главни град Могадиш је заузет 28. децембра 2006., а последње исламистичко упориште Рас Камбони 12. јануара 2007. 
8. јануара 2007. и САД су се уплеле у рат. Авион-топовњача напао је наводна терористичка упоришта на југу Сомалије из Џибутија. У нападу је погинуло око шездесет цивила али напад није погодио циљане терористе. Афричка унија одлучује послати мировну мисију, али само 1,600 војника из Уганде се укључује у мисију, звану АМИСОМ.
Исламисти, који су се наизглед брзо повукли и капитулирали, заправо су се помешали са цивилним становништвом и прикрили. Убрзо почињу са герилским нападима који ескалирају током марта и априла 2007., када је више хиљада људи погинуло у сукобима у Могадишу. Етиопске трупе оптуживане су за тешка кршења људских права, укључујући стрељања цивила и гранатирање цивилних зона града. Сукоби се настављају и после априла. Неколико хуманитарних организација известило је како је током 2007. и 2008. године само у Могадишу 8.600 цивила погинуло и преко 1 милион прогнано.